# Kazimierz Nadobnik
Kazimierz Marcin Józef Nadobnik (ur. 25 lutego 1913 we Lwowie, zm. 14 września 1981 w Warszawie) – polski działacz ludowy, poseł do Krajowej Rady Narodowej (1945–1947) i na Sejm Ustawodawczy (1947–1952).

## Życiorys
Urodził się we Lwowie, syn Marcina (1883–1953) i Bronisławy. 
Na stopień podporucznika został mianowany ze starszeństwem z 1 października 1937 i 12. lokatą w korpusie oficerów kawalerii. Pełnił służbę w 7 Pułku Strzelców Konnych Wielkopolskich w Biedrusku na stanowisku dowódcy plutonu w 1. szwadronie. Na tym samym stanowisku walczył w kampanii wrześniowej. 19 września został ranny. 1 października 1939 dostał się niemieckiej niewoli. Do 1 stycznia 1945 przebywał w Oflagu II C Woldenberg. 
W 1945 przez krótki okres wiceprezydent Poznania. Był wiceprezesem Zarządu Wojewódzkiego Stronnictwa Ludowego w Wielkopolsce oraz członkiem jego Rady Naczelnej. Zasiadał w Miejskiej Radzie Narodowej w Poznaniu (1945–1947). W 1945 mianowany posłem do KRN. Dwa lata później uzyskał mandat posła na Sejm Ustawodawczy z okręgu Gniezno (z listy Polskiego Stronnictwa Ludowego). Nie przystąpił do ZSL. W latach 1951–1956 więziony, następnie zrehabilitowany. Pochowany na cmentarzu Powązki Wojskowe w Warszawie (kwatera B22-5-20).

## Ordery i odznaczenia
- Krzyż Srebrny Orderu Wojskowego Virtuti Militari[6][8]